# 山姆·比林斯
山姆·比林斯（英語：Sam Billings；1991年6月15日—）是一位英格蘭板球運動員。他是一位右手球員。他現在也代表英格蘭板球代表隊參賽。他曾經就讀於羅浮堡大學。